# Galikanismus

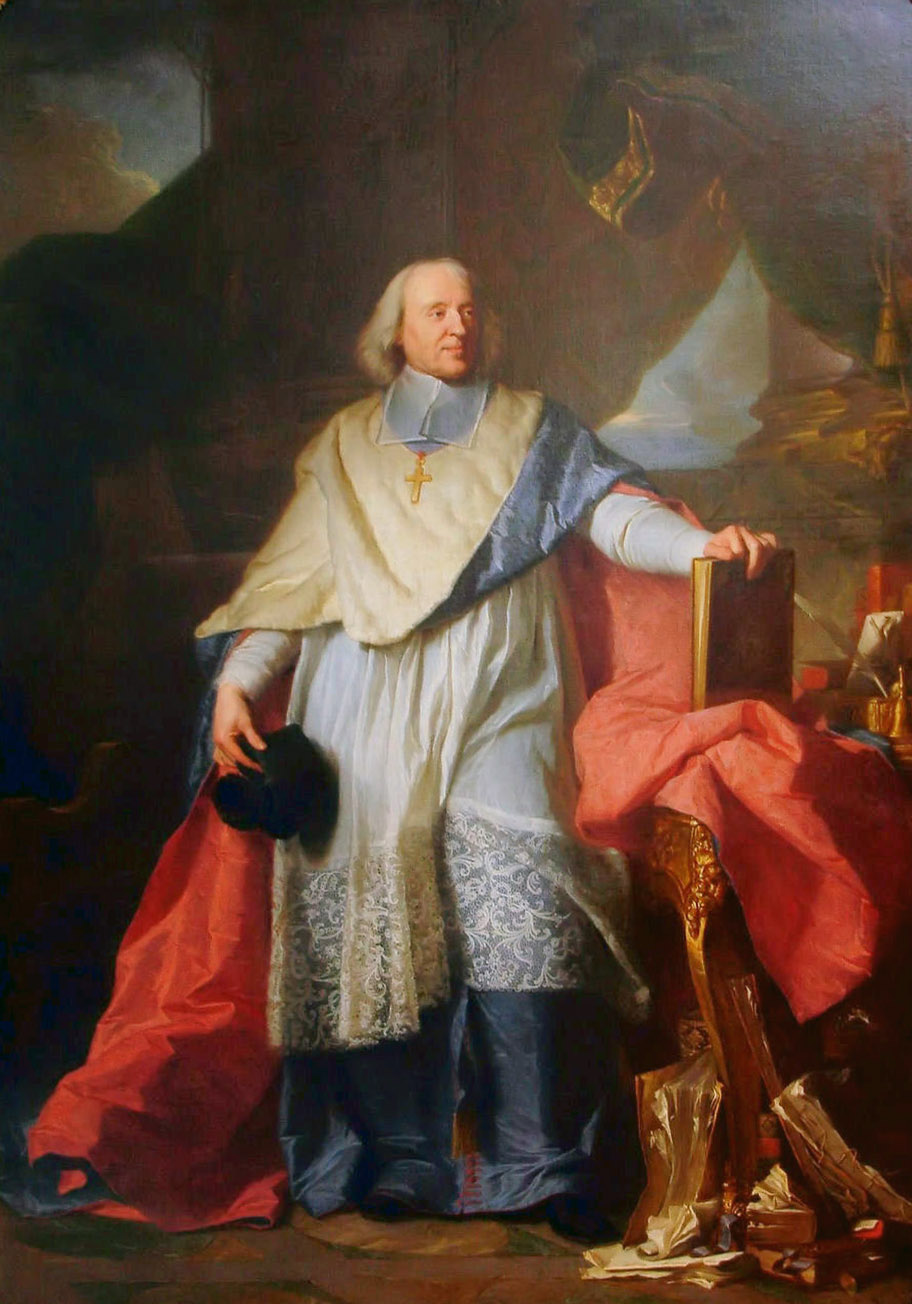
Jacques-Bénigne Bossuet, vůdčí osobnost galikanismu

Galikanismus je církevně politické a dogmatické hnutí francouzského katolického duchovenstva, rozvíjené od 14. století a zavržené tzv. pragmatickou sankcí z roku 1438 a později boloňským konkordátem roku 1516. Galikanismus zdůrazňoval nadřazenost koncilu nad papežem a usiloval o získání dalekosáhlé nezávislosti francouzské římskokatolické církve na Římu. Hnutí bylo podporováno francouzskými králi, zejména Filipem IV. a Ludvíkem XIV. Ani po provedení odluky církve od státu ve Francii (1895) ideologie galikanismu nezanikla. Nejvýznamnějším ideologem galikanismu byl J. B. Bossuet.